# Volvo LV71
Volvo LV71 — вантажівка середнього розміру, що випускалася шведським автовиробником Volvo між 1932 і 1935 роками.